# Gianluca Mager
Gianluca Mager (* 1. Dezember 1994 in Sanremo) ist ein italienischer Tennisspieler.

## Karriere
Gianluca Mager spielt hauptsächlich Turniere auf der dritt- und zweitklassigen Future und Challenger Tour. Er konnte bisher fünf Einzel- und einen Doppeltitel auf der Future Tour gewinnen. Auf der Challenger Tour kam bisher auf sechs Einzelsiege.
Zu seinem Debüt auf der ATP World Tour kam er 2017 bei dem Masters-Turnier in Rom. Er erhielt eine Wildcard für den Einzelbewerb, wo er in der ersten Runde auf Aljaž Bedene traf. Nachdem er den ersten Satz im Tie-Break gewinnen konnte, musste er im dritten Satz aufgrund von Krämpfen verletzungsbedingt aufgeben. Im September 2016 schaffte er mit dem 290. Rang den Sprung unter die Top-300 der Weltrangliste.
Seinen ersten Titel auf der Challenger Tour gewann er im Januar 2019 in Koblenz, als er im Finale den Spanier Roberto Ortega Olmedo in drei Sätzen besiegte.

## Erfolge
| Legende (Anzahl der Siege) |
| Grand Slam                 |
| ATP Finals                 |
| ATP Tour Masters 1000      |
| ATP Tour 500               |
| ATP Tour 250               |
| ATP Challenger Tour (7)    |

### Einzel

#### Turniersiege
| Nr. | Datum              | Turnier        | Belag         | Finalgegner             | Ergebnis              |
| --- | ------------------ | -------------- | ------------- | ----------------------- | --------------------- |
| 1.  | 20. Januar 2019    | Koblenz        | Hartplatz (i) | Roberto Ortega Olmedo   | 2:6, 7:66, 6:2        |
| 2.  | 14. April 2019     | Barletta II    | Sand          | Nikola Milojević        | 7:67, 5:7, 3:2 aufgg. |
| 3.  | 22. September 2019 | Biella         | Sand          | Paolo Lorenzi           | 6:0, 6:74, 7:5        |
| 4.  | 4. April 2021      | Marbella       | Sand          | Jaume Munar             | 2:6, 6:3, 6:2         |
| 5.  | 6. März 2022       | Las Palmas     | Sand          | Roberto Carballés Baena | 7:66, 6:2             |
| 6.  | 28. Januar 2024    | Punta del Este | Sand          | Thiago Agustín Tirante  | 6:75, 6:2, 6:0        |

#### Finalteilnahmen
| Nr. | Datum            | Turnier        | Belag | Finalgegner    | Ergebnis  |
| --- | ---------------- | -------------- | ----- | -------------- | --------- |
| 1.  | 23. Februar 2020 | Rio de Janeiro | Sand  | Cristian Garín | 6:73, 5:7 |

### Doppel

#### Turniersiege
| Nr. | Datum           | Turnier | Belag     | Partner           | Finalgegner            | Ergebnis  |
| --- | --------------- | ------- | --------- | ----------------- | ---------------------- | --------- |
| 1.  | 9. Februar 2019 | Chennai | Hartplatz | Andrea Pellegrino | Matt Reid Luke Saville | 6:4, 7:67 |

## Abschneiden bei Grand-Slam-Turnieren

### Einzel
| Turnier         | 2019 | 2020 | 2021 | 2022 | 2023 | 2024 | 2025 | Karriere |
| --------------- | ---- | ---- | ---- | ---- | ---- | ---- | ---- | -------- |
| Australian Open | —    | Q2   | 1    | 1    | Q2   | —    | Q1   | 1        |
| French Open     | Q2   | 1    | 2    | Q1   | —    | —    |      | 2        |
| Wimbledon       | Q2   |      | 2    | —    | —    | —    |      | 2        |
| US Open         | Q1   | 1    | 1    | Q1   | —    | —    |      | 1        |

Zeichenerklärung: S = Turniersieg; F, HF, VF, AF = Einzug ins Finale / Halbfinale / Viertelfinale / Achtelfinale; 1, 2, 3 = Ausscheiden in der 1. / 2. / 3. Hauptrunde; Q1, Q2, Q3 = Ausscheiden in der 1. / 2. / 3. Qualifikationsrunde; nicht ausgetragen